# SN 2004ag
SN 2004ag – supernowa typu II odkryta 18 lutego 2004 roku w galaktyce A095101-2050. W momencie odkrycia miała maksymalną jasność 23,00m.